# Fotbal na Letních olympijských hrách 1908
Fotbalový turnaj na Letních olympijských hrách 1908 byl první oficiální fotbalový turnaj na olympijských hrách. V letech 1900 a 1904 byl pořádán pouze neoficiální turnaj, kterého se zúčastnily pozvané kluby a nikoliv národní týmy.

## Čtvrtfinále
| 19. října 1908 |           |          |  |
| Nizozemsko     | kontumace | Maďarsko |  |
|                |           |          |  |

Maďarsko se z finančních důvodů vzdalo účasti.
| 19. října 1908                                                            |       |           |                                                        |
| Dánsko                                                                    | 9 : 0 | Francie B | White City, Londýn diváci: 2 000 rozhodčí: Thomas Kyle |
| Middelboe 10', 49' Wolfhagen 15', 17', 67', 72' Bohr 25', 47' Nielsen 78' |       |           | White City, Londýn diváci: 2 000 rozhodčí: Thomas Kyle |

| 20. října 1908 |           |       |  |
| Francie A      | kontumace | Čechy |  |
|                |           |       |  |

Týmu Čech byla znemožněna účast, protože byl na nátlak Rakouska-Uherska vyloučen z FIFA.
| 20. října 1908                                                                                      |        |               |                                                          |
| Velká Británie                                                                                      | 12 : 1 | Švédsko       | White City, Londýn diváci: 2 000 rozhodčí: John Ibbotson |
| Stapley 15', ??' Woodward ??', ??' Berry ??' Chapman ??' Purnell ??', ??', ??', ??' Hawkes ??', ??' |        | Bergström 65' | White City, Londýn diváci: 2 000 rozhodčí: John Ibbotson |

## Semifinále
| 22. října 1908             |       |            |                                                          |
| Velká Británie             | 4 : 0 | Nizozemsko | White City, Londýn diváci: 6 000 rozhodčí: John Howcroft |
| Stapley 37', 60', 64', 75' |       |            | White City, Londýn diváci: 6 000 rozhodčí: John Howcroft |

| 22. října 1908                                                                            |        |               |                                                            |
| Dánsko                                                                                    | 17 : 1 | Francie A     | White City, Londýn diváci: 1 000 rozhodčí: Thomas Campbell |
| Nielsen 3', 4', 6', 39', 46' Lindgren 18', 37' Wolfhagen 60', 72', 82', 89' Middelboe 68' |        | Sartorius 16' | White City, Londýn diváci: 1 000 rozhodčí: Thomas Campbell |

## O 3. místo
Francie byla tak šokována svoji porážkou 17:1 v semifinále, že odmítla hrát o 3. místo. Byla nahrazena Švédskem.
| 23. října 1908          |       |         |                                                          |
| Nizozemsko              | 2 : 0 | Švédsko | White City, Londýn diváci: 1 000 rozhodčí: John Howcroft |
| Reeman 6' Snethlage 58' |       |         | White City, Londýn diváci: 1 000 rozhodčí: John Howcroft |

## Finále
| 24. října 1908           |       |        |                                                       |
| Velká Británie           | 2 : 0 | Dánsko | White City, Londýn diváci: 8 000 rozhodčí: John Lewis |
| Chapman 20' Woodward 46' |       |        | White City, Londýn diváci: 8 000 rozhodčí: John Lewis |

## Foto

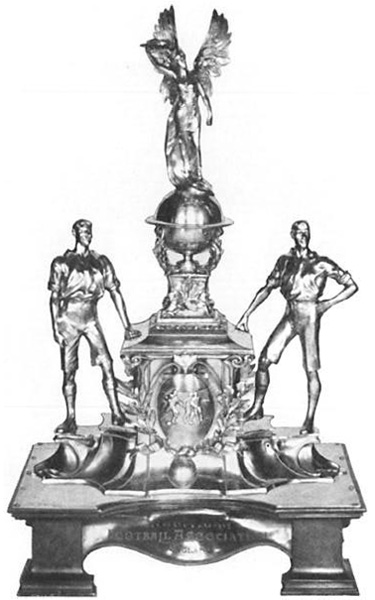
Trofej pro vítěze
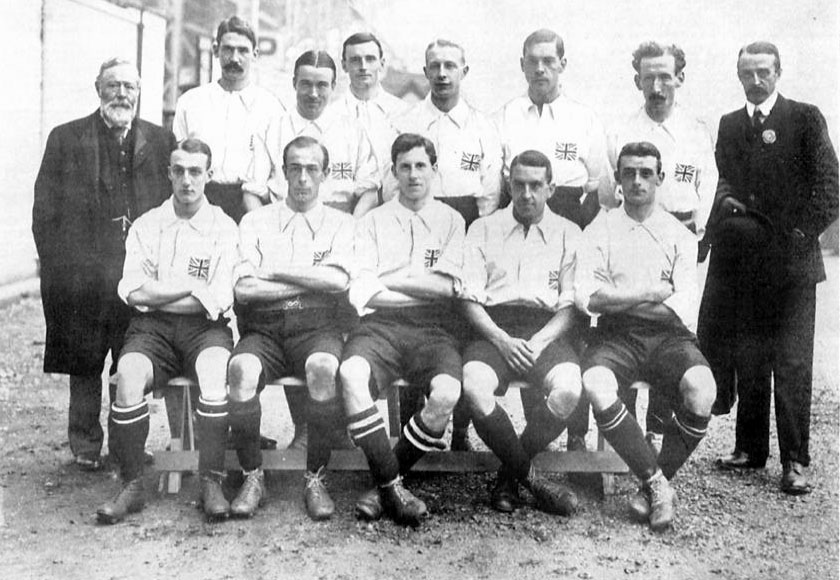
Tým Velké Británie.